# Arotxa
Rodolfo Arotxarena (Montevidéu, 7 de setembro de 1958), mais conhecida por seu pseudônimo Arotxa, é um caricaturista uruguaio. Iniciou como caricaturista do jornal El País em 1975 e entrou para o Sindicato de Cartonistas e Escritores nos Estados Unidos em 1983. É também pintor e, ao longo de sua carreira, retratou todos os políticos uruguaios e as principais figuras internacionais, tendo exposto seus trabalhos no Uruguai, Estados Unidos e Europa. 
Sua maior caricatura já realizada é chamada de "Gardelazo", em Tacuarembó, uma gigantografia de 26 m de altura em homenagem ao cantor de tango Carlos Gardel.